# Paradaseca (Villafranca del Bierzo)
Paradaseca es una localidad española situada en el valle del río Burbia, al oeste de la comarca de El Bierzo, en la provincia de León, comunidad autónoma de Castilla y León. Fue cabecera de su propio municipio hasta 1967, quedando desde entonces incorporado al de Villafranca del Bierzo.

## Toponimia
El nombre de Paradaseca proviene de los romanos que antiguamente instalaron una base permanente; la cual fue bautizada "Parada Valer".[cita requerida]

## Historia

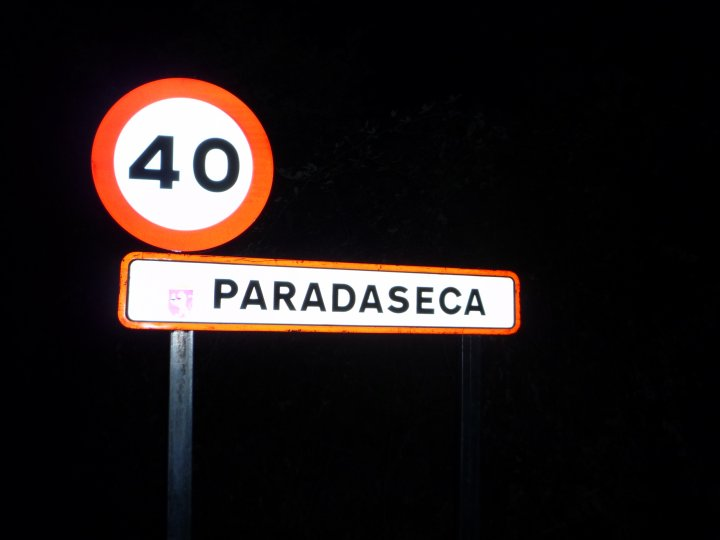
Cartel de entrada.

Los Romanos , en su recorrido berciano en busca de oro, llegaron a lo que hoy es Paradaseca del Bierzo, atravesando el Cúa por el puente viejo en Vega de Espinareda, el Ancares por el puente de San Martín de Moreda y el Burbia por sendos puentes: uno a la salida de la población de cabecera, y el otro por algún lugar del término de Veguellina. Todos aún existentes salvo este último. Sin duda al llegar al poblado de casas de paja les encantó el lugar e hicieron allí una base permanente y la bautizaron como Parada Valer según datos recogidos presuntamente del cronista romano Plinio en los Tumbos Astorganos. Nosotros hoy lo tenemos más fácil y no iremos quizás en busca de oro sino de entornos inéditos. Para ello saldremos de Villafranca por la carretera que sube por la margen izquierda del Burbia atravesando Puente de Rey y, luego de cruzar el río por el “puente de Parada” a unos 9 km, sólo nos quedará una subida de 1 km, desviándonos del río, para avistar la población más importante de las pequeñas de la cuenca. La encontraremos pasados unos cerezos que flanquean la entrada.

Si bien la palloza fue una construcción común a todos los pueblos de la cuenca ancaresa del Burbia, sin duda Paradaseca, junto con Campo del Agua, fueron los más emblemáticos. Y ambos sufrieron paralelos procesos de desaparición por el fuego, si bien quedan aún algunos ejemplos entre las actuales construcciones modernas y las típicas de planta y piso, piedra y madera, con techo de losa, algunas con balaustradas ilustres.

Por estas tierras, antigua Merindad de la Somoza, se dice que estuvo de paso la Reina leonesa Doña Urraca, madre del emperador Alfonso VII, obligada a refugiarse en algún anexo del antiguo Monasterio de San Cosme, por la urgencia de alumbramiento de su hijo, cuando iba camino de sus posesiones gallegas. Por el buen trato recibido recompensó a los somozanos, con exenciones del Servicio Armado y privilegios de Nobleza. En recuerdo de “La Reiniña” se ha restaurado un hórreo en el centro del Pueblo que es objeto de numerosas visitas.

Ya en la edad Moderna, esta antigua capital de la Somoza, fue Ayuntamiento para todas las aldeas de aguas arriba de la cuenca del Burbia, que hoy lo son de Villafranca (incluido el pueblo de Cela por donde continúa hoy la carretera que, siguiendo la antigua vía romana y que, luego de una subida hasta pasados los 1000 m de altura en Sotelo y Pradela , baja hasta Trabadelo ya en la autovía de La Coruña)

El antiguo municipio contaba con las siguientes localidades:
- Campo del Agua y Aira da Pedra
- Cela
- Paradiña
- Pobladura de la Somoza
- Porcarizas
- Prado de Paradiña
- Veguellina
- Villar de Acero

Hoy con sus 80 paradegos fijos sigue siendo, junto con Tejeira, la aldea más poblada del actual municipio, salvo Villafranca. y Vilela.

En la salida en dirección a Cela hay un desvío a la derecha que sube a la ermita de Fombasallá y continúa como pista forestal ya por la reserva nacional de Caza y Pesca de los Ancares Leoneses.

A la derecha de la entrada del pueblo y entre viñedos nos encontramos con la ermita de Santa Magdalena y enfrente, al otro lado del Burbia podemos visitar los restos de la antigua Herrería con mecanismo hidráulico, que debería abastecer, durante el siglo XIX, la fábrica de armas de Oviedo y que fue abandonada después de la guerra de la Independencia.

Por último, si bien no lo menos importante, diremos que la Iglesia, dedicada a San Juan Bautista (24 de junio) Se encuentra en un extremo del pueblo, anexa a la casa rectoral y dentro de un recinto amurallado. Son típicos el nido de la cigüeña en lo alto de la espadaña del campanario y el palomar a la entrada. Es seguramente la iglesia más antigua de la zona (finales siglo XV) y también la más surtida y mejor conservada. Por algo fue hasta hace poco la residencia del último sacerdote fijo de la Somoza.

### Siglo XIX
Paradaseca, es cabeza del ayuntamiento de su mismo nombre a que están agregados los pueblos de Cela, Campo del Agua, Paradiña, Pobladura, Prado, Porcariza, Tegeira, Veguellina y sus barrios, y Villar de Acero…; Tiene escuela de primeras letras; iglesia parroquial (La Natividad de San Juan), matriz de Cela; 2 ermitas (Santa María Magdalena y Fombasallá); y 5 fuentes de muy buenas aguas. Hay sotos de castaños, canteras de piedra y varias excavaciones en el campo llamado de la Mata, que manifiestan haberse explotado alguna mina de oro en tiempo de los romanos…; Industria: algunos telares de lienzos del país, 5 molinos harineros, y elaboración de manteca que llevan a vender a los mercados del Bierzo…

## Demografía
| Gráfica de evolución demográfica de Paradaseca entre 1842 y 1960 |
| |
| Población de derecho según los censos de población del INE. Población de hecho según los censos de población del INE. Entre el Censo de 1970 y el anterior este municipio desaparece porque se integra en Villafranca del Bierzo. |

- Siglo XVIII: según Miñano: 455 habitantes

- Siglo XIX: según Madoz: 450 habitantes

- Siglo XX: según Mourille (1920): 478 habitantes

- Siglo XXI: Según el INE:
| 2000 | 2001 | 2002 | 2003 | 2004 | 2005 | 2006 | 2007 | 2008 | 2009 | 2010 |
| ---- | ---- | ---- | ---- | ---- | ---- | ---- | ---- | ---- | ---- | ---- |
| 100  | 94   | 90   | 96   | 102  | 96   | 90   | 93   | 83   | 83   | 79   |

## Fiestas
- Fiesta de San Juan. Del 11 al 12 de agosto.